# Miha Krek
Miha Krek, slovenski pravnik in politik, * 28. september 1897, Leskovica, Gorenja vas - Poljane, † 18. november 1969, Cleveland, Ohio.
Rodil se je očetu Tomažu in materi Mini (rojena Čemažar). Po gimnaziji v škofovih zavodih v Šentvidu se je udeležil prve svetovne vojne. Nato je študiral pravo v Zagrebu in Ljubljani, kjer je 1930 doktoriral. Od 1921 je politično deloval v Slovenski ljudski stranki; med drugim je bil podpredsednik ljubljanske Prosvetne zveze. Do 1935 je imel v Ljubljani odvetniško pisarno. V času kraljeve diktature je postal podpredsednik Slovenske ljudske stranke, po Koroščevi smrti 1940 pa generalni tajnik banovinskega odbora JRZ za Slovenijo. Med drugim je bil tudi predsednik študentskega društva Danica, Narodnega odbora Katoliške akcije in urednik Slovenca. Leta 1935 ga je Korošec pritegnil v vlado, kjer je postal minister brez listnice. Leta 1938 je bil izvoljen za poslanca v Narodni skupščini in bil imenovan za ministra za gradnje. V vladi Cvetković-Maček je bil decembra 1940 imenovan za ministra za šolstvo. Pred drugo svetovno vojno je med govorniki na političnih shodih katoliškega tabora izstopal po številu svojih govorov in po njihovi odmevnosti v tisku.
Med vojno se je umaknil v tujino, kjer je bil do 1943 v jugoslovanskih emigrantskih vladah minister in podpredsednik, nato poslanik pri medzavezniškem posvetovalnem odboru za Italijo. Leta 1944 je v Rimu ustanovil Narodni odbor za inozemstvo. Spomladi 1945 si je prizadeval rešiti slovenske domobrance pred izročitvijo jugoslovanskim oblastem. Po vojni je v Rimu skrbel za slovenske begunce in za njihovo izseljevanje v čezmorske dežele. Postal je predsednik SLS in Narodnega odbora za Slovenijo. Leta 1947 je odšel v ZDA. Nastopal je tudi kot publicist, govornik in predavatelj.